# Diamantes rosa
Los diamantes rosa son un tipo de diamantes caracterizados por su color rosa, cuyo origen es muy debatido en el mundo de la gemología, pero que se atribuye comúnmente a la deformación plástica que experimentan durante su formación.
Pertenecen a una categoría llamada diamantes coloreados, el nombre genérico aplicado a todos los diamantes que presentan cualquier tipo de color. Su aspecto puede variar desde impecable hasta alterado por inclusiones, al igual que los diamantes incoloros.

## Teorías sobre el color
Se han planteado numerosas teorías sobre cómo se forma el color rosa en estos diamantes. La teoría predominante es que se produce cuando el diamante se somete a una presión de cizallamiento durante su formación. Se está probando una teoría similar con diamantes rosas originados en la mina de Argyle y en Kimberley. Esta teoría postula que una onda sísmica impulsó diamantes incoloros a la superficie y alteró su geometría molecular, dándoles un aspecto rosa.
Además de estas teorías, investigaciones recientes también han indicado que los diamantes rosas podrían deber su tono distintivo a la radiación. Según algunos estudios, la presencia de trazas de radiación podría provocar que los centros de color dentro del diamante absorban la luz verde, creando así una apariencia rosada. Sin embargo, esta teoría aún no ha recibido una aceptación generalizada y se requiere más investigación.
Otra dimensión para comprender el origen del color en los diamantes rosas es el examen de su estructura reticular. Se ha descubierto que presentan un patrón más complejo conocido como grano. Se cree que este granulado está relacionado con la coloración rosada, ya que la estructura reticular comprimida refracta la luz de forma diferente a la de los diamantes incoloros, lo que da lugar al tono rosado.
Además, si bien existe un amplio consenso sobre que el color de los diamantes rosa proviene de un proceso llamado deformación durante su formación, la naturaleza exacta de esta deformación es objeto de debate. Una hipótesis reciente sugiere que la coloración rosa podría deberse a un tipo específico de deformación plástica que causa maclado o duplicación en la estructura cristalina del diamante.

## Propiedades que determinan su valor

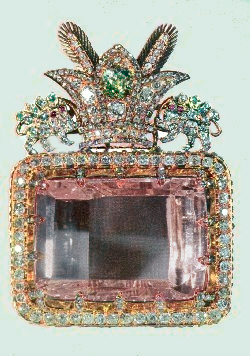
Diamante rosa Darya-e Noor, perteneciente a las Joyas de la Corona Iraní

Los diamantes rosa se clasifican según los cuatro parámetros básicos que rigen la clasificación de todas las piedras preciosas: las cuatro C del experto: "color", "claridad", "corte" y "carats" (peso en quilates). El color se considera el criterio más importante para clasificar un diamante rosa y determinar su valor. Sin embargo, el tamaño también es un factor importante. Cuanto más grande y mejor sea su color, mayor será su valor.
Uno de los diamantes rosa más famosos es el Pink Star: con 59,60 quilates, esta piedra tipo IIa es el diamante rosa intenso más grande del mundo. En 2014, el comprador de la gema en una subasta no pudo pagar la suma prometida y, posteriormente, se vio obligado a renunciar a su adquisición. Entre los diamantes rosa más famosos figura el Darya-ye Noor, el diamante rosa más grande del mundo con un peso estimado de 182 quilates. Junto con el Noor-ul-Ain, es el diamante rosa más antiguo conocido. Ambas piezas pertenecen a las Joyas de la Corona Iraní.

### Color
Al igual que en el caso de los demás diamantes coloreados, los diamantes rosa se evalúan según su "tono", "saturación" y "luminosidad". El tono hace refencia a los colores primarios y secundarios, la saturación a la intensidad del color, y la luminosidad a la oscuridad del color. Los diamantes rosa pueden presentarse en tonos que van del marrón rosado al púrpura rosado, aunque el rosa también puede ser un color modificador en otros colores de diamantes. El marrón, el naranja y el púrpura son los únicos tonos secundarios presentes en los diamantes rosa, aunque pueden presentar matices marrones y anaranjados al mismo tiempo, dando lugar a un diamante "rosa anaranjado parduzco". Generalmente, se consideran diamantes rosa ideales aquellos que exhiben un color rosa puro, aunque las piezas de color rosa púrpura también suelen ser muy apreciados. En general, un diamante rosa intenso será más valioso que uno más grande y claro, aunque no siempre es así, según el Centro de Inversión e Inteligencia de Diamantes.
Los diamantes rosa pueden presentarse en ocho intensidades: rosa pálido, rosa muy claro, rosa claro, rosa fantasía claro, rosa fantasía, rosa fantasía intenso, rosa fantasía muy intenso y rosa fantasía profundo/oscuro. Al igual que con todos los diamantes coloreados, los diamantes de color rosa más intenso son mucho más raros que los menos intensos, lo que explica en parte su precio más alto. La misma causa en la naturaleza, que hace que el color rosa en los diamantes rosa pueda estar más o menos concentrado según el ejemplar, es la razón por la que es tan raro encontrar los diamantes más concentrados en cada color. No existe un consenso absoluto sobre qué define cada grado de intensidad del color, a pesar de que el GIA mantiene un catálogo maestro de cada color de diamante. Por lo tanto, cada intensidad de color también tiene una subescala de 1 a 10. Dentro de la industria, un comerciante de diamantes puede llamar a un diamante "fantasía vívida" o "fantasía intensa", pero a menudo también llamará al diamante "un 7" o cualquier número que sea más apropiado para la apariencia del diamante, lo que permite disponer de una representación más completa de la intensidad del color del diamante.
Se clasifican como diamantes Tipo I o Tipo IIa. Suelen tener una forma irregular.
La mina de Argyle, principal fuente mundial de diamantes de color rosa en la actualidad, ha desarrollado su propio sistema de clasificación del color de diamantes rosas, independiente del del GIA. En lugar de la intensidad, el color se divide en una escala del 1 al 9, donde 9 es el más claro y 1 el más oscuro. Sin embargo, algunos diamantes rosa de Argyle también reciben certificados del GIA.

### Claridad
La mayoría de los diamantes con calidad de gema se examinan con una lupa estándar de 10 aumentos para determinar su claridad y si presenta inclusiones en su superficie o en su interior. Como para todos los diamantes, su claridad se mide en una escala que va desde Sin Defectos hasta Con Inclusiones. Solo el 7 % de los diamantes rosa son Sin Defectos o Sin Defectos Internos (IF), y la mayoría cuentan con algunas Inclusiones (SI). La claridad tiene poco efecto en el valor de un diamante rosa. Dado que se generan debido a una deformación en su estructura reticular, su probabilidad de tener un grado de claridad bajo es mayor, lo que hace que los diamantes rosa de alta claridad sean extremadamente raros (<7%).)

### Fluorescencia
Según el GIA, más del 80% de los diamantes rosa presentan fluorescencia.

## Diamantes cultivados en laboratorio
Un diamante sintético o cultivado en laboratorio, es químicamente igual a un diamante obtenido en una mina, pero es el resultado de un proceso de fabricación en lugar de cristalizarse de forma natural. Los diamantes rosa se pueden cristalizar mediante el método de deposición química de vapor (CVD) o el método de alta presión y alta temperatura. El color rosa suele ser el resultado de un tratamiento posterior al crecimiento, como la irradiación y el recocido.

## Minas de origen
Se han encontrado diamantes rosa en todos los principales países productores de diamantes, en particular Australia, Brasil, Rusia, Sudáfrica y Tanzania. Los diamantes rosa se descubrieron por primera vez en la India, en la mina Kollur, situada en el distrito de Guntur de Andhra Pradesh (que en ese momento formaba parte del reino de Golconda), uno de los dos yacimientos de diamantes conocidos más antiguos. Simultáneamente, y en los siglos XVII y XVIII, se descubrieron diamantes rosa en la región de Minas Gerais en Brasil. Aún se encuentran ocasionalmente diamantes rosas en la mina de Golconda y en Brasil, pero aproximadamente el 80 % de los diamantes rosa del mundo proceden de la mina de Argyle en Kimberley (Australia Occidental) mientras se estuvo explotando (se cerró en 2020). De la producción anual de 20 millones de quilates de la mina, solo el 0,1 % se clasificó como diamantes rosa. Tras el pulido de los diamantes, el total de quilates de diamantes rosas se reduce aún más.

## En la cultura popular
- Los primeros diamantes rosas conocidos son el Darya-ye Noor y el Noor-ul-ain, ambos pertenecientes a Joyas de la Corona Iraní.[9]

- Un diamante rosa ficticio, llamado La pantera Rosa (que se identifica como el más grande del mundo), es el motivo central de la serie de películas del mismo título.

- En 2002, cuando Ben Affleck le propuso matrimonio a Jennifer Lopez con un anillo de compromiso de diamantes rosa de 6,1 quilates, aumentó la popularidad de estas gemas, provocando una gran subida de su precio.[25]

- Un enorme diamante rosa era uno de los temas centrales de la película de 2006 Diamante de sangre. El film trata el tema de los diamantes de sangre, piezas extraídas por mano de obra semiesclava que son vendidas a las compañías de diamantes para financiar guerras civiles en África.

- La popularidad de los diamantes rosa aumentó en noviembre de 2013, cuando el diamante Pink Star de 59,6 quilates fue subastado en Ginebra. El tallador de diamantes neoyorquino Isaac Wolf adquirió la pieza por 83 millones de dólares. Wolf finalmente no pudo hacer frente al pago, obligando a la casa de subastas Sotheby's a pagar a los propietarios la suma comprometida.[8]

- El Diamante Rosa se introdujo en la serie de videojuegos NBA 2K en la edición NBA 2K17, donde representa las cartas de jugador. Con una calificación de 99 (también en NBA 2K18). En NBA 2K19 y NBA 2K20, representa tarjetas de jugador con una calificación de 96-98, mientras que en NBA 2K21, representa tarjetas de jugador con una calificación de 95 o 96.

- El 3 de abril de 2017, Sotheby's volvió a subastar el diamante Pink Star en Hong Kong, que se vendió a Chow Tai Fook Enterprises por la cifra récord de 71,2 millones de dólares (553 millones de dólares de Hong Kong, incluidas las comisiones).[26]

- Antes de la venta del diamante Pink Star por Sotheby's, el precio récord pagado por un diamante rosa lo ostentaba el diamante Dulce Josefina de 16,08 quilates, vendido al multimillonario hongkonés Joseph Lau en 2015 por 28,5 millones de dólares. Un día después, también adquirió el diamante Luna Azul de Josefina de 12,03 quilates, por 48,5 millones de dólares. Ambos diamantes fueron comprados como regalo para su hija, Josephine, nacida en 2008, al igual que el de 7,03 quilates. El diamante Blue Moon, al que rebautizó como Star of Josephine, fue adquirido en 2009 por 9,5 millones de dólares.[27]

- Un diamante antropomórfico conocido como Diamante Rosa es miembro de la Gran Autoridad de Diamantes en "Steven Universe", que describe las consecuencias de su muerte y el misterio que la encierra.

- En noviembre de 2020, un diamante ruso de color rosa púrpura extremadamente raro de 14,8 quilates, llamado "ru", se vendió en una subasta en Suiza por 26,6 millones de dólares. Fue el diamante más grande jamás subastado, ya que el 99% de los diamantes rosa pesan menos de 10 quilates.[28]

- En febrero de 2021, el rapero estadounidense Lil Uzi Vert reveló que tenía implantado un diamante rosa de entre 10 y 11 quilates en su frente.[29] En junio de 2021, le fue extraído.[30]

- En julio de 2022, una mina en Angola descubrió un diamante rosa que se cree que es el más grande descubierto en 300 años, según los registros de la minera australiana Lucapa Diamond Company.[31] La piedra, con un peso de 170 quilates, ha sido bautizada como "Rosa de Lulo" en honor a la mina de diamantes aluviales de Lulo, donde fue encontrada.[32]

## Ejemplos notables
| Diamante rosa           | Importancia |
| ----------------------- | --- |
| Darya-ye Noor           | Se cree que es el diamante más antiguo de las Joyas de la Corona Iraní. |
| Noor-ul-Ain             | Cortado del mismo diamante en bruto de 400 quilates que el Daria-i-Noor. |
| Williamson Pink Diamond | Descubierto en la mina de diamantes Williamson de Mwadui, Tanzania, en 1947 por el geólogo canadiense Dr. John Williamson, quien entregó la piedra sin tallar a la princesa Isabel y al príncipe Felipe con motivo de su boda en noviembre de 1947. El diamante en bruto de 54,5 quilates (10,90 g) fue tallado en Londres por Briefel y Lemer y engastado por Frederick Mew de Cartier con un centro de 23,6 quilates (4,72 g) de talla redonda en un engaste de junquillo. |
| Martian Pink            | Originalmente propiedad de Harry Winston, vendido en una subasta en 1976, el mismo año en que EE. UU. envió un satélite a Marte. |
| Unique Pink             | El diamante rosa intenso de fantasía más caro jamás vendido en una subasta. |
| Pink Star               | Originalmente propiedad del Grupo Steinmetz y llamado Steinmetz Pink, luego vendido y renombrado como Pink Star, y vendido de nuevo y renombrado como Pink Dream. |
| Hortensia               | Perteneció a las Joyas de la Corona de Francia y fue lucido por la Reina de Holanda, Hortensia de Beauharnais. |
| Graff Pink              | El precio por quilate de un diamante rosa más caro jamás pagado en una subasta. |
| Pink Legacy             | Diamante rosa intenso de fantasía con esquinas achaflanadas y corte rectangular de 18,96 quilates, adquirido por Harry Winston en 2018, anteriormente propiedad de la familia Oppenheimer. |
| Condé                   | Donado en 1643 por Luis XII o Luis XIV al Príncipe de Condé, Louis de Borbón. |
| Agra                    | Originalmente propiedad de la familia del rajá de Gwalior, quien posteriormente lo entregó al emperador mogol Babur, como muestra de agradecimiento por haberles perdonado la vida. |
| Princie                 | Originalmente propiedad de la familia real de Hyderabad (India). |
| Rosa Lulo               | El diamante rosa más grande encontrado en 300 años en Angola, de 170 quilates. |